# Куарфф

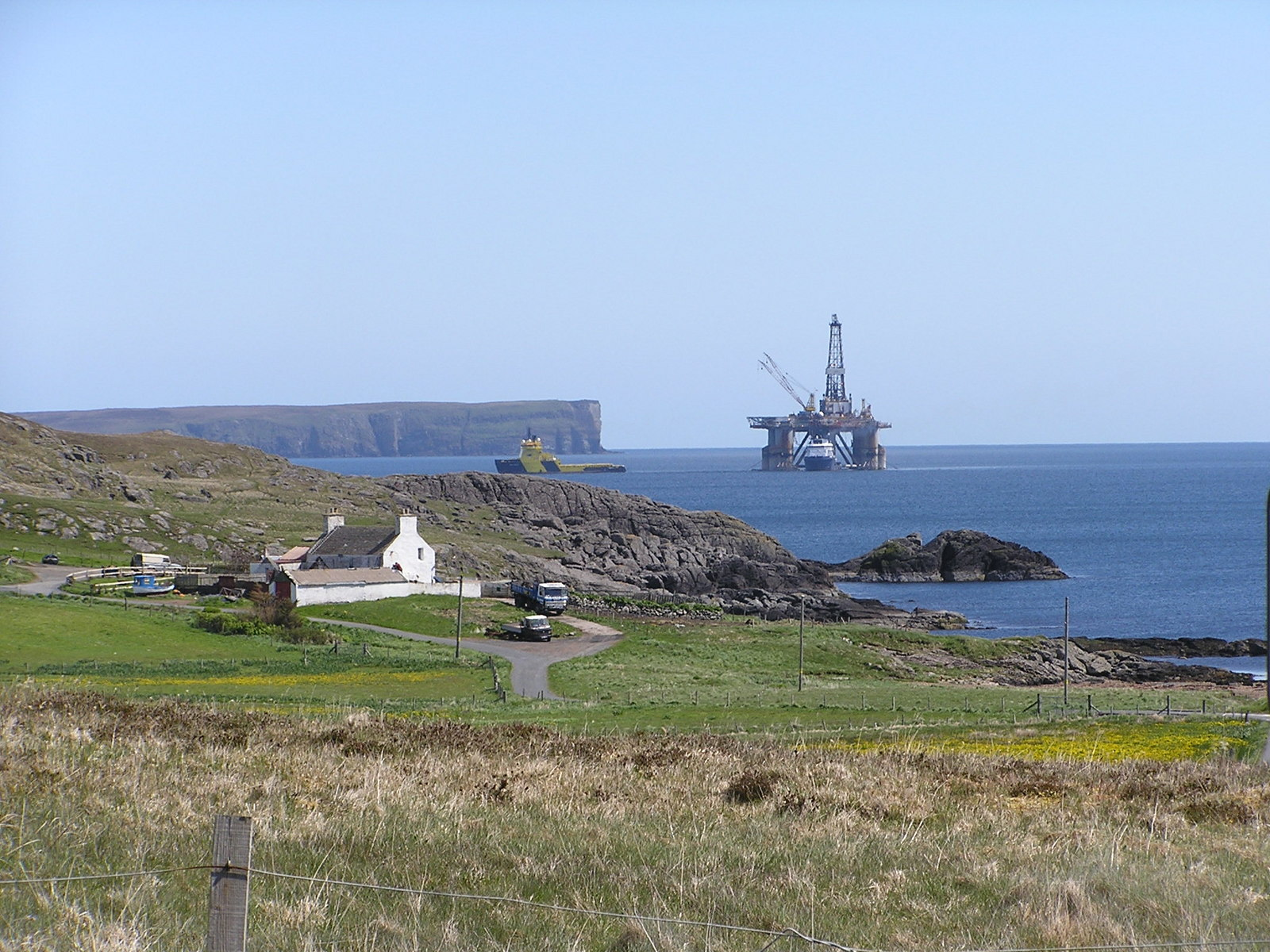
Истер-Куарфф.

Куарфф (англ. Quarff) — деревня в южной части острова Мейнленд в архипелаге Шетландских островов.

## География
Расположена в центральной части полуострова, образующего южную часть острова Мейнленд, в одном из его наиболее узких и пологих мест.
Включает в себя небольшие деревни: Уэстер-Куарфф на западном берегу и Истер-Куарфф на восточном.

## Экономика
Через восточную часть деревни проходит автодорога «A970» (Норт-Ро — Леруик — Куарфф — аэропорт Самборо — Грутнесс), соединяющая с северной частью острова.

## Политика
Местную власть в деревне обеспечивает местный «Совет Галбервика, Куарфа и Каннингсбурга» и областной «Совет Шетландских островов».